# Gary Taylor-Fletcher
Gary Taylor-Fletcher est un footballeur anglais, né le 4 juin 1981 à Liverpool en Angleterre. Il évoluait au poste de milieu de terrain.

## Biographie
Le 3 octobre 2016, il rejoint Accrington Stanley.

## Carrière  joueur
- 1999-2001 :  Northwich Victoria
  - mars 2001-mai 2001 :   Hull City (prêt)
- 2001-2003 :  Leyton Orient
  - déc. 2001-fév. 2002 :   Grays Athletic (prêt)
  - oct. 2002-nov. 2002 :   Dagenham & Redbridge FC (prêt)
  - déc. 2002-jan. 2003 :  Dagenham & Redbridge FC (prêt)
- 2003-2005 :  Lincoln City
- 2005-2007 :  Huddersfield Town
- 2007-2013 :  Blackpool FC
- sep. 2013-2015 :  Leicester City
  - oct. 2014-nov. 2014 :  Sheffield Wednesday →
  - fév. 2015-2015 :  Millwall FC →
- oct. 2015-2016 :  Tranmere Rovers
- oct. 2016-jan. 2017 :  Accrington Stanley
- jan. 2017-2018 :  Bangor City
- nov. 2018 :  Llandudno FC
- nov. 2018-2019 :  Bangor City

## Palmarès joueur
Leicester City
- Championship
  - Vainqueur : 2014

## Carrière entraîneur
- mars 2017-2017 :  Bangor City
- nov. 2018-2019 :  Bangor City
- sep. 2022-fév. 2023 :  Nantwich Town
- depuis mars 2023 :  Crewe Alexandra